# Silke Wagner

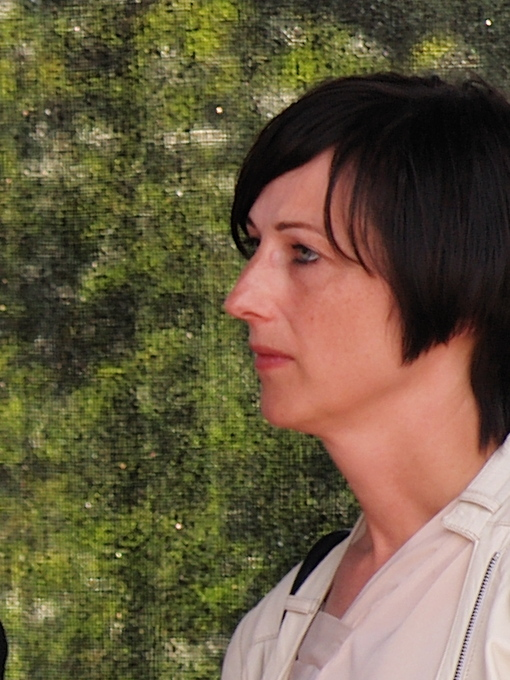
Silke Wagner (2010)

Silke Wagner (* 1968 in Göppingen) ist eine deutsche Künstlerin, die mit ihren Ausstellungen und vor allem Aktionen Gegenwartskunst initiiert, wobei ökonomische, gesellschaftliche und politische Aspekte im Vordergrund stehen, oft in Zusammenarbeit mit sozialen Randgruppen.

## Ausbildung
Silke Wagner studierte von 1995 bis 2001 an der renommierten Hochschule für Bildende Künste in Frankfurt/M. An der Hochschule für Gestaltung in Zürich war sie von 2007 bis 2009 eine Gastprofessorin. 2012 hatte sie eine Lehrstuhlvertretung im Aufbaustudiengang „Kunst und öffentlicher Raum“ an der Akademie der Bildenden Künste Nürnberg.

## Wirken
Wagners Aktionen haben unterschiedliche Themenbereiche. Sie beinhalten zum Beispiel Schutzehen, Fußball, Skulptur- und Bürgersteigprojekte, Videokunst, Neon-Arbeiten oder Kunst über Prostitution. Ihre Arbeitsweise basiert häufig auf intensiven Untersuchungen zum jeweiligen Themenbereich. Oft arbeitet sie mit anderen Künstlern, Institutionen, der Öffentlichkeit oder Kuratoren zusammen, was sich von Projekt zu Projekt unterscheiden kann. „Ihr Hauptaugenmerk liegt auf den Bedingtheiden des öffentlichen Raums sowie dessen Wahrnehmung und Vereinnahmung durch verschiedene soziale Gruppen und Milieus“. Zum Beispiel bei der Emscherkunst.2010.

## Aktionen
Von 2001 bis 2005 veranstaltete Wagner in mehreren deutschen Städten und in Wien die Aktion Bürgersteig. Dies ist die wahrscheinlich „meist zitierte „politische“ Arbeit in Deutschland der letzten Jahre“ und gilt als „stilbildend“ (Marius Babias). So wurde von Wagner ein Kleinbus mit der Aufschrift „Lufthansa Deportation Class“ für antifaschistische und antirassistische Gruppen zur Verfügung gestellt mit dem Hinweis, dass die Lufthansa Flugzeuge zur Abschiebung von „ungewünschten Personen“ bereitstellt. Einbezogen in die künstlerische Aktion war die vorausgegangene Kontaktaufnahme mit den Gruppen und die Diskussion über die Bereitstellung des Kleinbusses. Im „Kokerei Zollverein“ für zeitgenössische Kunst und Kritik in Essen wurden verschiedene Aktionen und eine Dokumentarausstellung im Rahmen des Projektes Bürgersteig durchgeführt.
In der niederländischen Stadt Utrecht, im Neubaugebiet „Leidsche Rijn“ (VINEXwijk) organisierten Wagner und der Bildhauer Sebastian Stöhrer im Juli 2006 unter dem Motto Everyone is an Expert, nach einer Idee der Bewohner, die Aktion „Offenes Haus“. Die Aktivitäten waren unter anderem Tanz- und Gesangsunterricht, Filmvorführung, Workshop, türkischer Sprachunterricht, Mandala-Zeichnen. Auf diese Weise sollten die Bewohner, im Sinne von Nachbarschaftshilfe, an Nachbarn ihre Kenntnisse weitergeben. Stöhrer organisierte eine „Never Ending Soup“. Für diese Suppe konnten die Teilnehmer selbst die Zutaten mitbringen.

## Denkmäler, Veranstaltungen und Ausstellungen

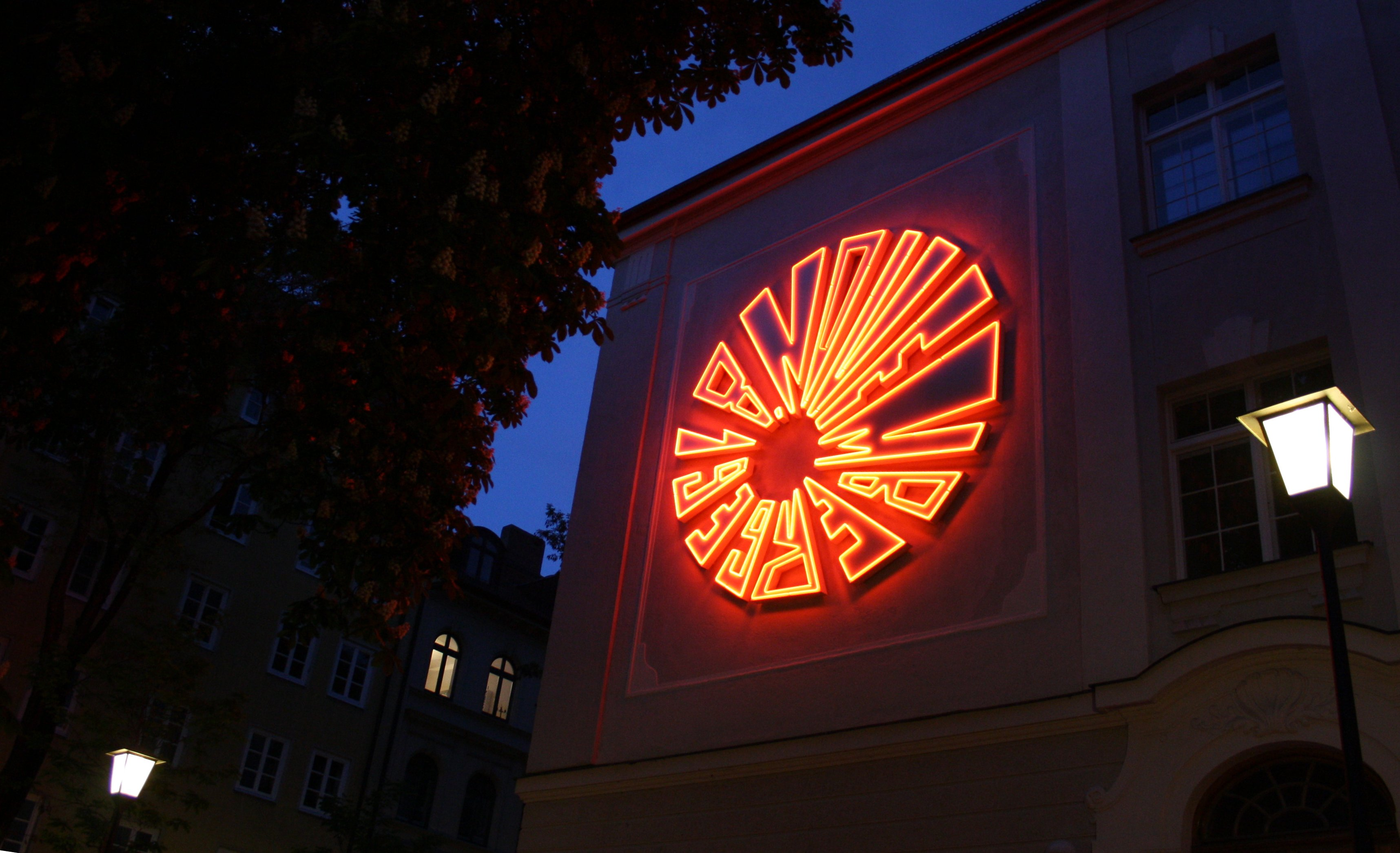
Georg-Elser-Denkmal „8. November 1939“ in München um 21:20 Uhr

Im Rahmen eines „Residency-Programms“ des Goethe-Instituts wurde unter anderem Silke Wagner 2006 eingeladen, eines ihrer künstlerischen Projekte im Ausland zu vertreten (vom 1. bis 28. Oktober 2006 in Krakau). In München wurde ein Denkmal für Georg Elser nach dem Entwurf von Silke Wagner realisiert; das Neonkunstwerk mit dem Titel „8. November 1939“ erinnert an Elsers Attentat auf Adolf Hitler an diesem Tag. Elsers Tat wurde bis in die 1990er Jahre wenig beachtet und Wagners Kunstform stand außerhalb der traditionellen Ehrendenkmäler und des Heldentums.
Wagner hatte des Öfteren Neonarbeiten mit symbolischem Charakter vorgestellt, zum Beispiel bezugnehmend auf die „linke“ Zeitgeschichte der 1960er und 1970er Jahre: Generalstreik der Arbeiter und Studentenproteste in Frankreich, 1968 („Fabrikschornstein mit Schreibfeder“), der erste Ostermarsch in Deutschland, 1960 („Flügel einer Taube zeigen eine Faust“), Angela Davis, die 1970 zu den „zehn meistgesuchten“ auf einer Fahndungsliste gehörte („zwei ineinanderverschränkte Arme“), Demonstrationen gegen den Vietnamkrieg. „Days of Rage“, 1969 („ein Regenbogen mit Blitz“) und andere. Silke Wagner in einem Gespräch hierüber:

„Die 60er und 70er Jahre waren in den westlichen Demokratien geprägt durch Studenten-, Arbeiter- und Bürgerrechtsbewegungen. Ausgehend von den USA, über Frankreich, Deutschland bis in die Tschechoslowakei kam es zur Politisierung vieler Menschen. Es ging um Fragen der Gleichberechtigung, mehr sexuelle Freiheiten, den Kampf gegen Autorität in Bildung und Erziehung, Versuche von Selbstbestimmung durch Selbstorganisation und das Erzeugen von Gegenöffentlichkeit. Die Tet-Offensive in Vietnam, die Anti-Springer-Kampagne in Berlin und der Generalstreik in Paris, – all das fand fast zeitgleich statt. Die Neonarbeiten verweisen mit ihren Motiven und den benutzten Slogans auf dieses Stück ‚linke‘ Zeitgeschichte und stellen so den politischen, zeitgeschichtlichen Kontext zu der Entstehung von den, in der Ausstellung gezeigten, Videoarbeiten her“

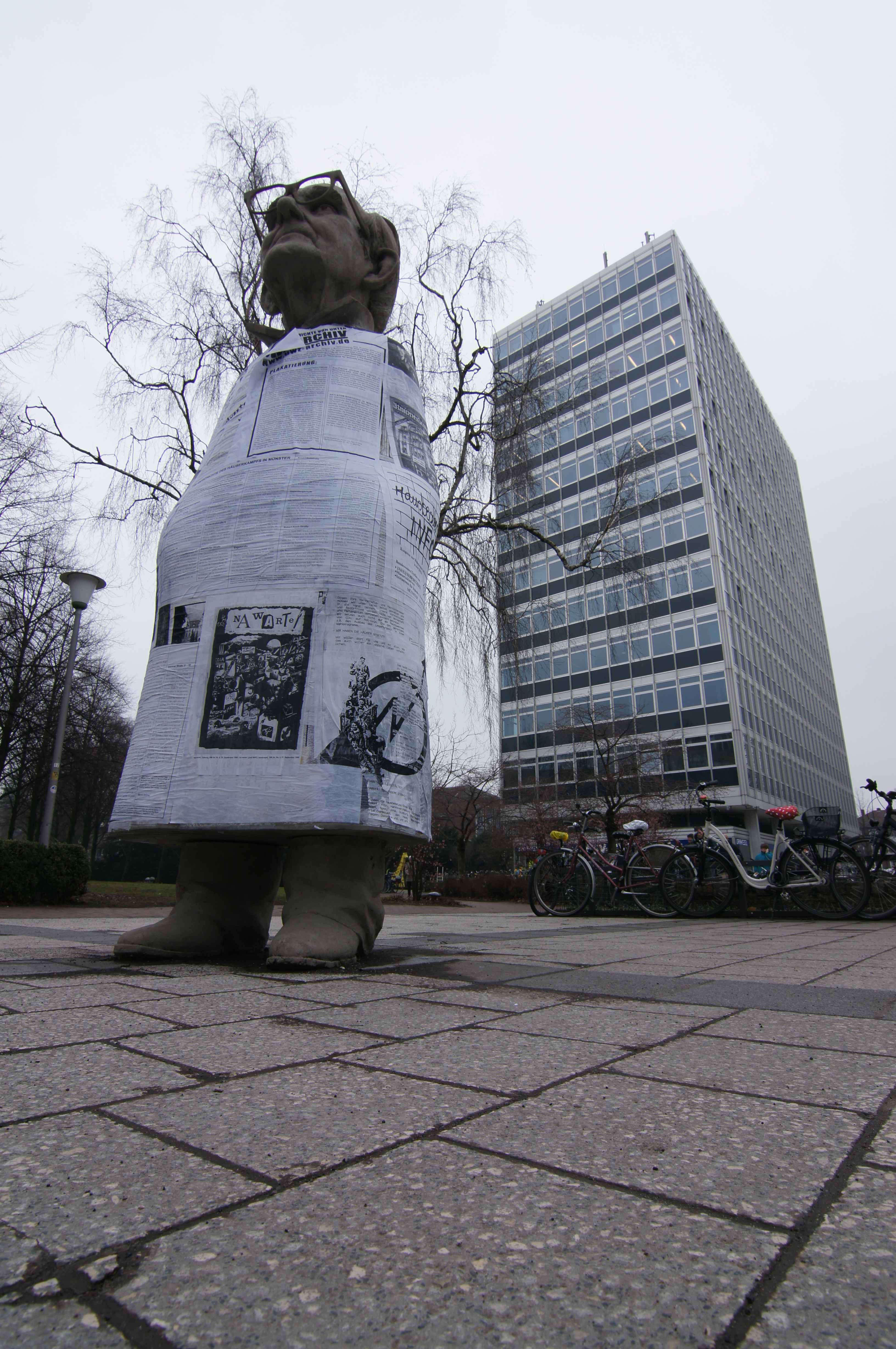
Silke Wagner und Bernd Drücke: Münsters Geschichte von unten – Paul Wulf

Nicht immer wurden Silke Wagners Ausstellungen und Aktionen von den Medien als künstlerisches Schaffen bewertet. So gab es in einzelnen Pressemedien die Schlagzeile „Skandal“ für einige ihrer öffentlichen Initiativen. Zur Ausstellung Skulptur.Projekte Münster 07 steuerte sie gemeinsam mit Bernd Drücke ihre Skulptur „Münsters Geschichte von unten“ bei. Dieses von ihr und dem „Umweltzentrum–Archiv–Verein“ in Münster konzipierte Paul-Wulf-Denkmal erregte Aufmerksamkeit. „Skandal um Paul Wulf-Skulptur und Arkaden-Adler“. Es wurde von der „Arroganz der Macht“ hinsichtlich der Parteien CDU und FDP gesprochen. „Die wichtigste Freiluftschau der Gegenwartsplastik“ (Der Spiegel Nr. 21, 2007) zeigte die 3,40 Meter hohe Paul-Wulf-Skulptur mit einem Mantel als Litfaßsäule, die auf Plakaten die Lebensgeschichte des Anarchisten Wulf aufzeigte. Während der Ausstellung wurde ein Beutel mit brauner Farbe auf das Denkmal geworfen und die Brille des aus Epoxid-Zement bestehenden Standbildes zweimal beschädigt. Die Paul-Wulf-Skulptur wurde während der Skulptur Projekte Münster 2007 von den Lesern der Münsterschen Zeitung zur beliebtesten Skulptur gewählt und die Obdachlosenzeitung verlieh der Künstlerin für ihre „menschenfreundliche Skulptur“ den „Berber–Preis“.
Seit September 2010 steht die Skulptur auf dem Servatiiplatz in Münster und wird regelmäßig mit neuen Dokumenten aus dem Umweltzentrum-Archiv – zu den Themen Paul Wulf, „Häuserkampf in Münster“, „Kriminalisierung alternativer Medien in Münster“ und „Anti-Atom-Bewegung in Münster“ – plakatiert.

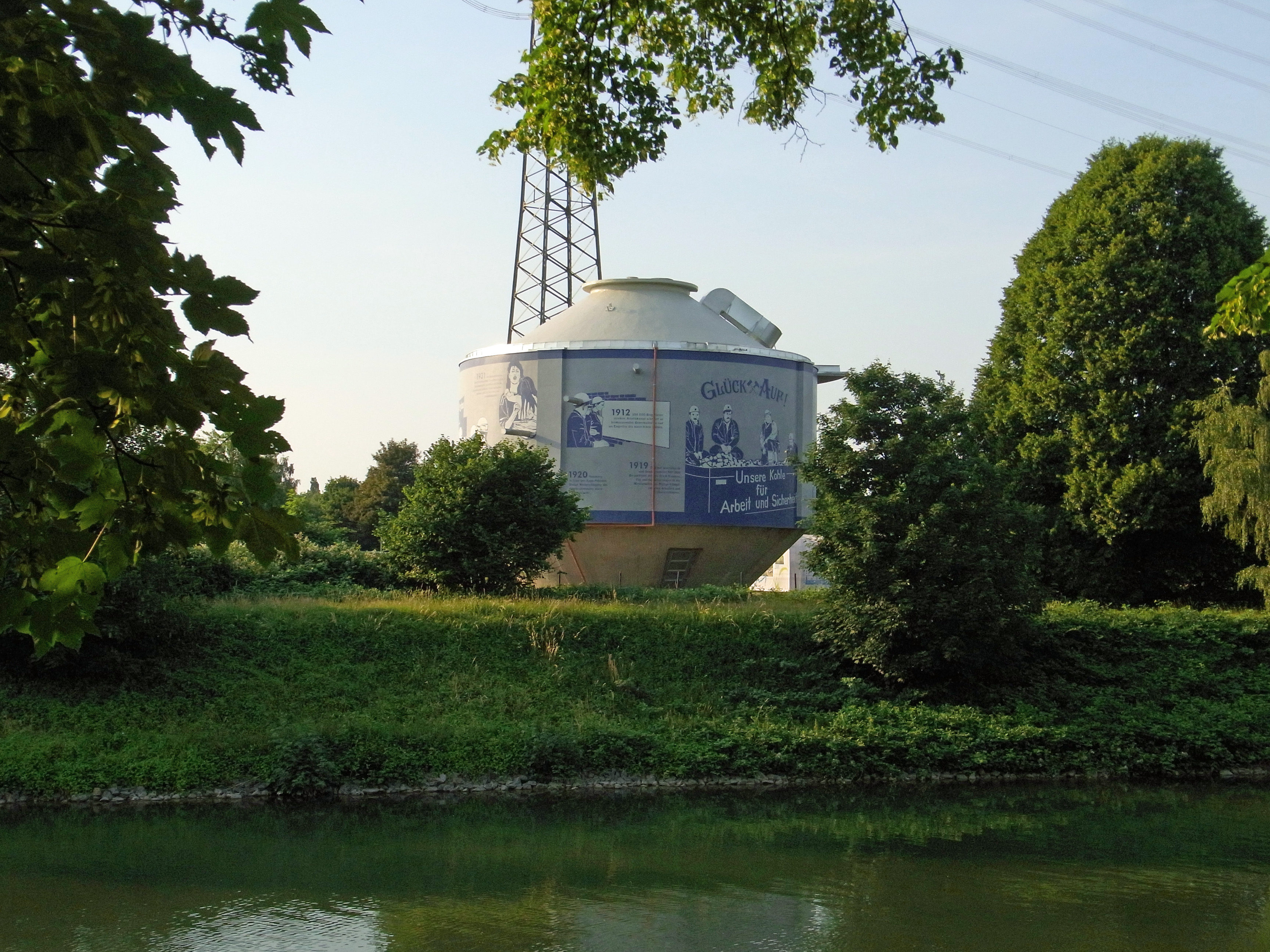
Silke Wagner: Bergarbeiterproteste im Ruhrgebiet Protestchronik

Ein weiterer „Skandal“: Silke Wagner arbeitete mit Sexworkern und Prostituierten, unter dem Titel „Kunst über Prostitution – Die Kunst der Prostitution“. Mit Unterstützung der Frankfurter Prostituierten Selbsthilfeorganisation Doña Carmen wurde ein Wohnmobil bei der  Konstablerwache aufgestellt. „Wohnmobile sind für Prostituierte oft Arbeitsstelle“ (S. Wagner). Mit dieser Aktion sollte das Wohnmobil aus der Verschwiegenheit herausgenommen werden. Auf Einladung des westfälischen Kunstvereins lud Wagner eine Mitarbeiterin von Doña Carmen zur Ausstellung ein, die über die Arbeit von Prostituierten berichtete.
Im Herbst 2002 wurde ein weiteres Projekt von Wagner, die „Schutzehe“, vom Kunstverein Wolfsburg ausgestellt. Damit sollte die Problematik von Migranten aufgezeigt werden, die durch eine Eheschließung einer Abschiebung vorbeugen könnten. Eine Broschüre, deren Inhalt darauf hinwies (aber nicht aufforderte), dass eine Heirat ausländischer Mitbürger vor Abschiebung schützen könnte, wurde vom Kunstverein zurückgezogen, da die Stadt Wolfsburg die finanzielle Unterstützung möglicherweise einstellen wollte. Mit dem Projekt „Schutzehe“ könnte eine „Aufforderung zu Straftaten“ erkennbar sein, meinte die Stadt Wolfsburg. Daraufhin wurde die Initiative vom Kunstverein zurückgezogen. Die umstrittene Broschüre ist nun in sieben Sprachen auf einer Webseite zu lesen mit der Bemerkung, dass der Inhalt eine Hilfestellung bietet für Menschen, „die eine Schutzehe in Erwägung ziehen“.
Ein Symposium unter dem Titel „Freie Erde – Die Kunst der Anarchie – die Anarchie der Kunst“ fand im November 2002 in Frankfurt/M. statt unter Mitwirkung von Silke Wagner. Unter anderem war das Thema der Umgang mit dem Geist der Anarchie in der Kunst und „Inwieweit die Anarchie auch für die zeitgenössische Kunstproduktion von großer Aktualität ist“.
Silke Wagner lebt und arbeitet in Frankfurt am Main.

## Ausstellungen (Auswahl)
- 2010  EMSCHERKUNST.2010 mit dem Projekt: „Glückauf. Bergarbeiterproteste im Ruhrgebiet“.
- 2009 Mehr als ein T-Shirt, Bielefelder Kunstverein
- 2008 Sculpture Park, Leidsche Rijn Park, Utrecht
- 2007 L’EUROPE EN DEVENIR partie 2, Gruppenausstellung Paris Centre Culturel Suisse
- 2006 Demokratie üben, Westfälischer Kunstverein Münster
- 2005 Cool Hunters, ZKM Karlsruhe, Künstlerhaus Vienna, Kunsthalle Budapest
- 2004  Systemstörungen, Edith-Ruß-Haus für Medienkunst Oldenburg
- 2003 Niemand ist eine Insel, Gesellschaft für Aktuelle Kunst Bremen
- 2002 Zusammenhänge herstellen, Kunstverein Hamburg (cat.)
- 2001 Arbeit Essen Angst, Kokerei Zollverein – Zeitgenössische Kunst und Kritik Essen (cat.)
- 2000 Flexibilitätsversuche, Museum Fridericianum Kassel
- 1999 HOME & AWAY, Kunstverein Hannover (cat.)

## Auszeichnungen
- Vom Hessischen Ministerium für Wissenschaft und Kunst erhielt Silke Wagner 2007 den Maria Sibylla Merian-Preis.